# Lingua Ignota
Lingua Ignota, pseudonimo di Kristin Hayter (Del Mar, 17 giugno 1986), è una cantautrice e polistrumentista statunitense.
Nel 2017 pubblica i suoi album Let the Evil of His Own Lips Cover Him e All Bitches Die, che hanno catturato l'attenzione della casa discografica Profound Lore Records, con la quale ha pubblicato il suo terzo album Caligula. Il suo progetto musicale nasce dalla sua esperienza come sopravvissuta alla violenza domestica, e descrive la sua musica come un «inno dei sopravvissuti».

## Biografia
Kristin Hayter nacque a Del Mar nel 1986. Racconta di aver avuto difficoltà ad integrarsi con le altre persone e spesso era bullizzata.
È una sopravvissuta della violenza domestica e ha avuto più relazioni che erano di abuso «fisico, emotivo, sessuale o psicologico». La sua relazione più violenta è stata con un musicista noise ed è durata cinque anni. Inoltre, afferma che ciò che è avvenuto dopo è stato ancora più traumatizzante che la relazione stessa, aggiungendo:

## Stile musicale
Lo stile musicale di Lingua Ignota comprende una vasta gamma di generi e influenze, tra cui: industrial, metal estremo, noise, harsh noise wall, black metal, musica barocca, classica, elettronica, sperimentale, neoclassica, doom metal, folk, power electronics, spiritual, opera lirica, harsh noise e avant-garde metal. Hayter stessa ha difficoltà a collocare la sua musica in un genere preciso.
Tra le sue ispirazioni, la cantante cita la band grindcore The Locust, la band estrema Cattle Decapitation, il padre del free jazz Ornette Coleman, il musicista noise sperimentale Aaron Dilloway, John Zorn, i Nine Inch Nails, Blixa Bargeld, Klaus Nomi, Cathy Berberian, Attila Csihar e la musicista d'avanguardia Diamanda Galás.

## Discografia

### Album in studio
- 2017 – Let the Evil of His Own Lips Cover Him
- 2017 – All Bitches Die
- 2019 – Caligula
- 2021 – Sinner Get Ready
- 2023 – Saved! (a nome Reverend Kristin Michael Hayter)

### EP
- 2021 – Agnus Dei
- 2021 – The Heart of Men
- 2021 – Epistolary Grieving for Jimmy Swaggart

### Singoli
- 2019 – Butcher of the World
- 2019 – Do You Doubt Me Traitor
- 2020 – O Ruthless Great Divine Director
- 2020 – Jolene
- 2020 – Wicked Game
- 2020 – Kim
- 2021 – Pennsylvania Furnace
- 2021 – Perpetual Flame of Centralia